# من تنها نیستم
من تنها نیستم (ارمنی: Ես մենակ չեմ؛ انگلیسی: I Am Not Alone) یک مستند ۹۳ دقیقه‌ای به کارگردانی گارین هوانیسیان است که در سال ۲۰۱۹ منتشر شد. این فیلم نیکول پاشینیان، سیاستمدار ارمنستانی و نقش وی در انقلاب ۲۰۱۸ ارمنستان را به نمایش می‌گذارد.
موسیقی این فیلم توسط سرژ تانکیان خلق شده‌است که همچنین به عنوان تهیه‌کننده در این فیلم حضور داشته‌است. premiere این فیلم در جشنواره بین‌المللی فیلم تورنتو ۲۰۱۹ صورت گرفت که در جایزه منتخب مردمی بخش مستند به مقام دوم دست یافت.

## حاضران در مستند
- نیکول پاشینیان در نقش خودش
- سرژ تانکیان در نقش خودش
- والری اوسپیان در نقش خودش
- آنا هاکوبیان در نقش خودش
- رافی هووانیسیان در نقش خودش
- چالو (سگ) در نقش خودش
- آرمن آشوتیان در نقش خودش
- زاروهی باتویان در نقش خودش
- آرائیک هاروتونیان در نقش خودش
- مخیتار هایراپتیان در نقش خودش
- شاهه هایراپتیان در نقش خودش
- لیلیت ماکونتس در نقش خودش
- ریچارد ام. میلیس جونیور در نقش خودش
- آرارات میرزویان در نقش خودش
- لنا نازاریان در نقش خودش
- داویت پطروسیان در نقش خودش
- آرمن سارگسیان در نقش خودش
- ادوارد شارمازانوف در نقش خودش

## تحلیل‌ها
- تحلیل‌های منتقدان